# Materiali Sonori
Materiali Sonori è un'etichetta discografica italiana attiva dal 1977 sebbene la costituzione societaria risalga al 1979.
Attiva soprattutto nella musica contemporanea ed etnica, nel rock sperimentale, nel cantautorato, è nota anche con l'acronimo di Ma.So..
La sua sede è a San Giovanni Valdarno e la sua forma sociale è una cooperativa.

## Storia

### Origini e primi anni
Le prime produzioni a nome Materiali Sonori risalgono al 1977. È in quell'anno infatti che a San Giovanni Valdarno si riuniscono Francesca Pierracini, Lucia Baldini, Luciano Trevisan, il fotografo Luciano Morini e poi i fratelli Giancarlo e Gianpiero Bigazzi, già nel gruppo folk Canzoniere del Valdarno che da poco si era distaccato dalla cooperativa L'Orchestra. Ed è con questo marchio che il Canzoniere del Valdarno autoprodusse in quell'anno il disco intitolato Cade L'Uliva con la IV B - Scuole Elementari Di San Giovanni Valdarno.
Anche se l'etichetta nasce nell'humus del Circolo Ottobre, di Lotta Continua e delle Commissioni cultura post '68, fin dai suoi esordi si distingue dalle altre label indipendenti di questo periodo per le continue trasformazioni, senza seguire una vera e propria linea ideologica o commerciale. Tra le produzioni di questo primo periodo vi furono artisti influenzati da Bertold Brecht e dal  cabaret politico, rilasciando album come Costellazioni di Daniele Lombardi e Solo di Paolo Lotti e poi Guido Bresaola, gli Zeit dell'ex Aktuala Andrea Tamassia o il Collettivo Victor Jara di David Riondino. Importante furono anche le produzioni dei due album di musica bretone di Veronique Chalot
In questi primi anni le produzioni erano ancora legate al rock progressivo ed al folk rock, e solo più tardi l'etichetta si aprirà alla nuova ondata post-punk, nonostante questo, con il codice "Maso 007", uscì nel 1979 il secondo album del Canzoniere del Valdarno che vedeva alla batteria Leo Tormento Pestoduro degli Skiantos.
Il 15 febbraio del 1979 nasce ufficialmente la cooperativa Centrale Trieste a cui l'etichetta Materiali Sonori farà capo da qui in poi.

### 1980-1988: La Materiali Sonori nella nuova ondata musicale
Nel 1980 anche la Materiali Sonori aderisce alla ondata di nuova musica rock ed anche il Canzoniere Del Valdarno cambiò nome in Naïf Orchestra per realizzare il singolo Io vorrei essere la torre di Pisa in una collaborazione Materiali Sonori / Frigidaire. Sono di questi primi anni ottanta i primi contatti con i tedeschi Embryo, la cui prima produzione con Materiali Sonori fu Anthology (1980) e con la Sire Records di New York, che qualche anno dopo pubblicò e distribuì fuori dall'Italia la collana Fuzz Dance dedicata all'Italo disco. Ma Gianpiero Bigazzi che in questo periodo era l'art director dell'etichetta sintetizza così la nuova linea dell'etichetta:
Nel 1980 era stata creata la sottoetichetta Urgent Label, affidata alla curatela di Stefano Gasparinetti, Marcello Michelotti e Bruno Casini. La prima pubblicazione fu il 7" Informations of Death (1980) dei Neon rilasciato in coproduzione con Controradio. Negli anni successivi seguirono su questo marchio produzioni di Ship of Fools, Rinf, Cudu', Redox, X-Offender e Novalia.
La compilazione Matita emostatica del 1981 presentava brani di Al Aprile, Monofonic Orchestra, Alphaville e Le Jouur Prochain. Un album importante della MaSo di questo periodo fu Domestic Exile (1982) dell'ex Lounge Lizards Steve Piccolo, pubblicato in esclusiva mondiale, ma la Materiali Sonori si espanse anche grazie alla collaborazione con altre realtà come il Festival Rock Italiano del 1982, di cui pubblicarono gli album delle prime tre band vincitrici del concorso: Vengono così rilasciati l'omonimo EP dei Litfiba, A fumme mariuà degli Avida ed il primo EP omonimo dei Bisca, colonna sonora dello spettacolo teatrale dei Falso movimento.

### MaSo Distribution
In questi primi anni, l'etichetta si espanse sempre più, prendendo contatti con etichette estere come le belghe Crammed Discs e Les Disques du Crépuscule/Usura, e poi le tedesche Asphalt Tango e Tropical Music, la friulana Nota, e ancora El Barraka, Popolo del Blues, Officine della Cultura, Musicastrada Records, ViaVai e Visage e la messicana Independent Recordings, tutte distribuite in esclusiva in Italia e in alcuni casi in Europa dall’etichetta toscana.

### Materiali Sonori Cinema
La sezione cinema viene inaugurata da Pierfrancesco Bigazzi nel 2015 per poter produrre i videoclip degli artisti musicali e anche vari cortometraggi. Tra le varie produzioni ci sono: "Berlin" e "A new Home" dei Flame Parade, "Nel mio giardino" dei The Gang, "U don't need a Power Glove" di Q*ing, “Semaforo” di Hugolini, "Secret Love" dei The Love Thieves, “Garrincha” dei Baro Drom Orkestar, “Dub Sunset “ dei Caracas feat. MisTilla e due cortometraggi; Dove noi non siamo e Moon On Fire.
Nel 2019 Materiali Sonori si associa con la produzione Black Oaks Pictures e formano Materiali Sonori Cinema, casa di produzione e distribuzione cinematografica indipendente che ha all'attivo diversi cortometraggi e documentari.

## Alcuni artisti
- 2+2=5
- 808 State
- A Certain Ratio
- Baker Street Band
- Beau Geste
- Sean Bergin And Tristan Honsinger
- Bisca
- Harold Budd
- John Cale
- Litfiba
- Il Canzoniere Del Valdarno
- Giancarlo Cardini
- Veronique Chalot
- Dissidenten
- The Durutti Column
- Embryo
- Brian Eno
- Roger Eno
- Enrico Fink
- Frigidaire Tango
- J̌ivan Gasparyan
- Giovanotti Mondani Meccanici
- Jon Hassell
- Hector Zazou
- Fabio KoRyu Calabrò
- The Legendary Pink Dots
- Daniele Lombardi
- Paolo Lotti
- Mariposa
- The Mekons
- Wim Mertens
- Militia
- Thurston Moore
- Naïf Orchestra
- NEEM
- Neon
- Steve Piccolo
- Pitura Freska
- Roedelius
- Alexander Robotnick
- The Shamen
- Arturo Stalteri
- Tuxedomoon
- Zeit
- Whisky Trail